# Smal longkruid
Smal longkruid (Pulmonaria montana) is een plant uit de ruwbladigenfamilie (Boraginaceae). De plant staat op de Nederlandse Rode Lijst van planten als zeer zeldzaam en stabiel of iets toegenomen. De soort kwam tot 1951 in de Plasmolen voor en wordt anno 2011 nog op de Wylerberg te Beek-Ubbergen gevonden. In België is ze zeldzaam. Ook in Frankrijk en Duitsland is het een zeldzame plant die voorkomt in weiden en bossen.
Smal longkruid verschilt van het bekendere gevlekt longkruid (Pulmonaria officinalis) doordat de wortelbladen langwerpig tot lancetvormig zijn. De voet van het blad versmalt zich geleidelijk in de bladsteel, terwijl er bij het gevlekt longkruid sprake is van een hartvormige of iets afgeronde voet, die zich geleidelijk in de bladsteel versmalt. De stengelbladen zijn zittend, en vaak niet of onduidelijk gevlekt.

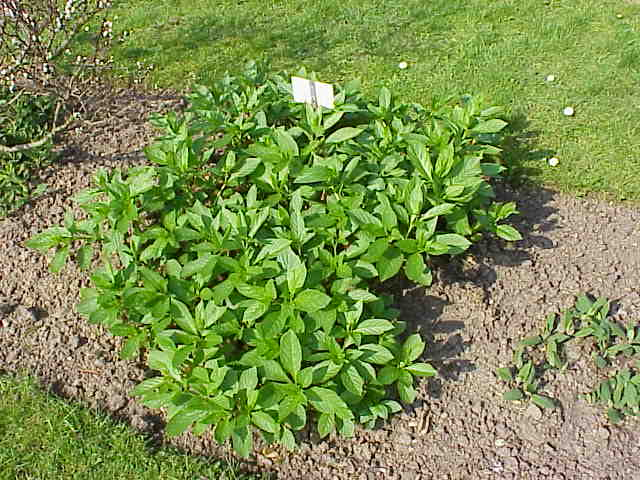
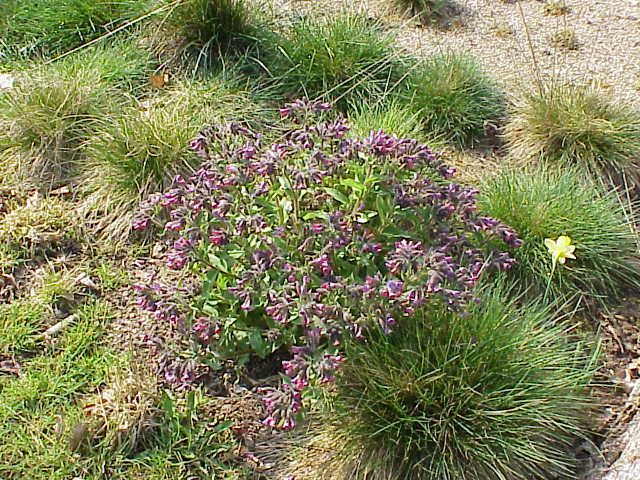

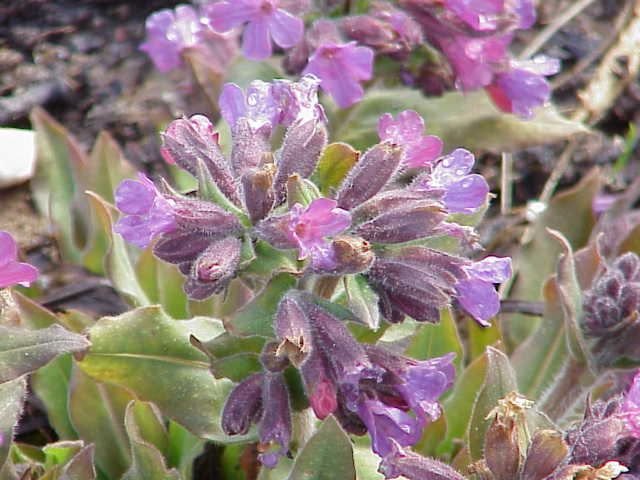
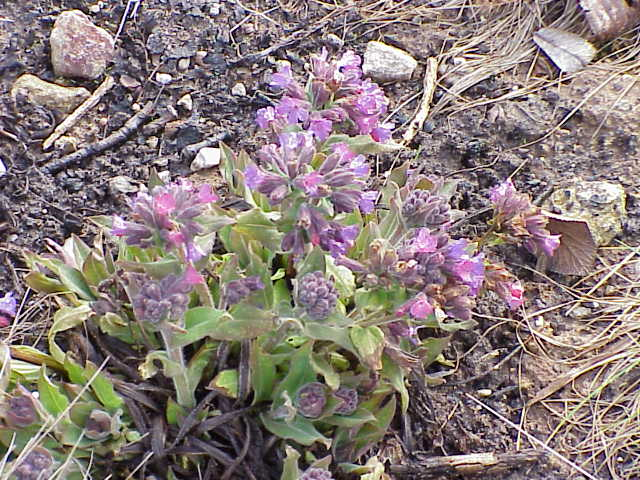
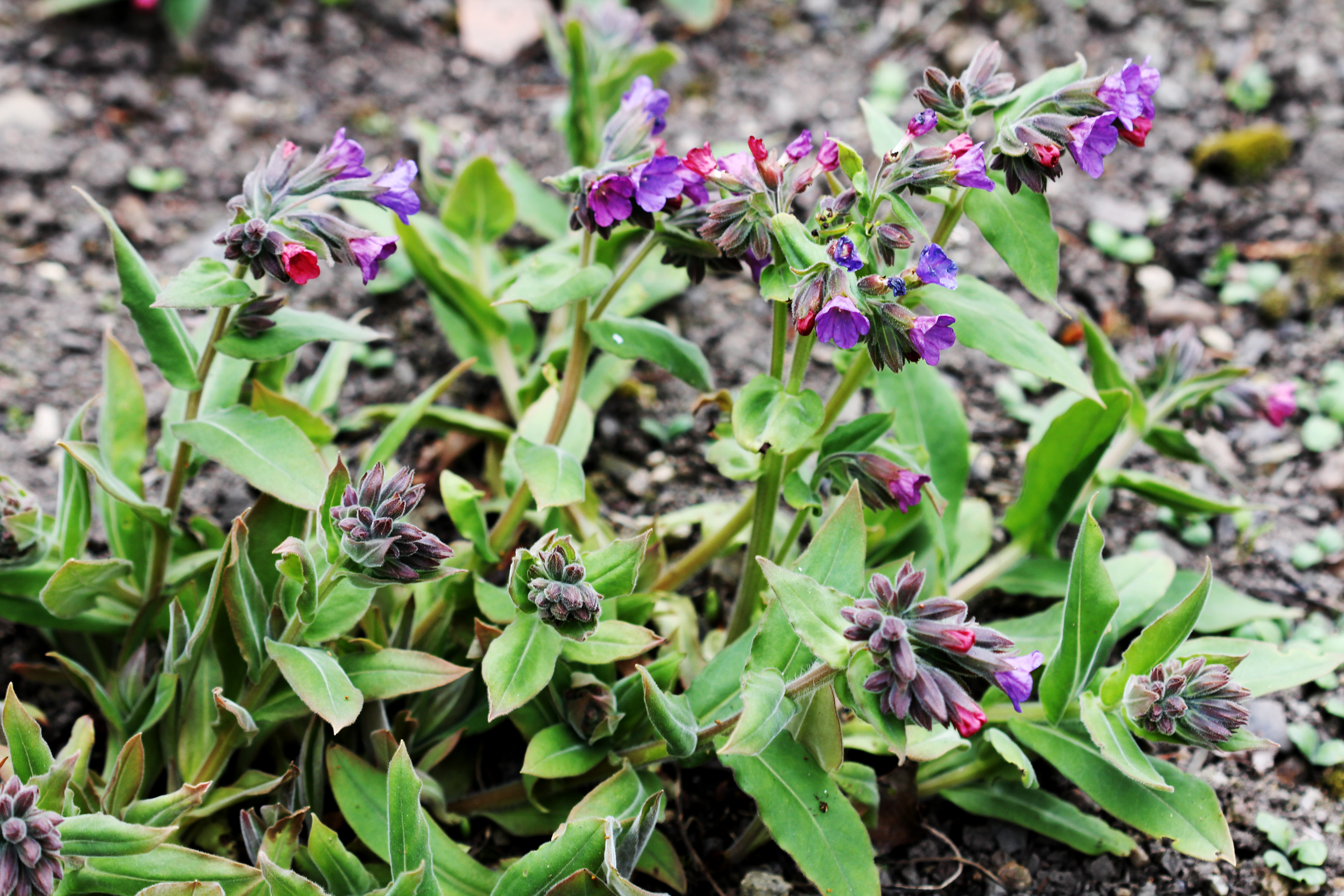